# Martin Kramer (Tiermediziner)
Martin Kramer (* 10. Januar 1961 in Andernach) ist ein deutscher Tierarzt und Hochschullehrer.

## Leben und Wirken
Kramer arbeitete nach seiner Approbation zum Tierarzt ab 1987 an der damaligen Chirurgischen Veterinärklinik in Gießen und wurde dort 1992 promoviert. 1994 wurde er Fachtierarzt für Chirurgie, 2000 für Röntgendiagnostik und andere bildgebende Verfahren sowie 2007 bzw. 2009 für Klein- und Heimtiere & Kleintierchirurgie. 1999 habilitierte er sich für die Gebiete Kleintierchirurgie und Bildgebende Verfahren. Von 2001 bis 2003 war er ordentlicher Professor für Weichteilchirurgie bei Kleintieren an der Universität Gent. Seit 2003 ist er Professor für Kleintierchirurgie an der Justus-Liebig-Universität Gießen.
In seiner Forschung beschäftigt sich Kramer vor allem mit der Aussagekraft der Bildgebenden Diagnostik bei erkrankten Kleintieren mit den modernen Schnittbildverfahren vor, während bzw. nach chirurgischen Eingriffen. Er bewertet die diagnostischen und häufig neuen therapeutischen bzw. chirurgischen Ansätze auch darauf, ob sie als Modelle für die Humanmedizin dienen könnten.
Ehrendoktorwürden verliehen Kramer 2011 die Bursa Uludağ Üniversitesi und 2021 die Universität Toruń. 2019 erhielt er die Nieberle-Plakette der Landestierärztekammer Baden-Württemberg, weil er in den letzten 20 Jahren die Bildgebung und Kleintierchirurgie in Deutschland deutlich nach vorne gebracht und sich in vielfältiger und außergewöhnlicher Weise um den tierärztlichen Berufsstand verdient gemacht habe. Seit 2021 ist er Vizepräsident für Forschung und Förderung des wissenschaftlichen Nachwuchses in Gießen.

## Schriften (Auswahl)
- Die sonographische Anatomie des Schultergelenkes und seines Weichteilmantels beim erwachsenen Hund. 1992, OCLC 256064342.
- als Hrsg.: Kompendium der allgemeinen Veterinärchirurgie. Hannover 2004, ISBN 3-87706-743-3.
- als Hrsg. mit Klaus Heinz Bonath: Kleintierkrankheiten. Chirurgie der Weichteile. Stuttgart 2013, ISBN 978-3-8252-8521-0.
- mit Martin Schmidt und Ruth Dennis: MRT-Atlas ZNS-Befunde bei Hund und Katze, Enke, Stuttgart, 2015, ISBN 978-3-8304-1178-9
- mit Miriam Scheich und Nadja Wunderlin: OP-Atlas Hund Magen-Darm-Trakt, Ferdinand Enke Verlag, 2016, ISBN 978-3-13-240039-9